# 샌프란시스코 쇼크
샌프란시스코 쇼크 (San Francisco Shock)는 미국의 프로페셔널 오버워치 E스포츠 팀으로 샌프란시스코에 기반을 둔다. 2017년 창단하였으며 오버워치 리그 태평양 디비전 서부에 소속되어 있다.

## 주요 성적
- 오버워치 리그 2019 시즌 스테이지2 우승
- 오버워치 리그 2019 시즌 그랜드 파이널 우승
- 오버워치 리그 2020 시즌 5월 토너먼트 북미권 우승
- 오버워치 리그 2020 시즌 카운트다운 컵 북미권 우승
- 오버워치 리그 2020 시즌 그랜드 파이널 우승

## 선수단

### 코칭스태프
- 감독 : 박대희
- 코치 : 재 최, 이지원

### 선수
- DPS
  - 없음

- TANK
  - super 매슈 델리시
  - ChoiHyoBin 최효빈

- SUPPORT
  - Twillght 이주석
  - Viol2it 박민기